# Incidents: Now They Are
Incidents: Now They Are és una sèrie d'obres d'art del col·lectiu Art & Language. Dues de les peces de la sèrie, Incident: Now They Are. Elegant i Incident: Now They Are. Look out, actualment formen part de la col·lecció permanent del MACBA.

## Autors
El grup Art & Language ha tingut un paper central en l'emergència de l'art conceptual tant des del punt de vista teòric com de la pràctica artística. Fundat a Coventry (Anglaterra) el 1968 per Terry Atkinson, Michael Baldwin, David Bainbridge i Harold Hurrell, Art & Language recollia el treball conjunt que aquests artistes portaven a terme des del 1965. Un any després van editar el primer número de la revista Art-Language (1969-1985), una publicació que reflexionava sobre els problemes teòrics de l'art conceptual. Aquesta revista (juntament amb Analytical Art, 1971-1972; The Fox, 1965-1976, i Art-Language New Series, 1994-1999) es va convertir en el focus de les seves propostes discursives. Entre el 1969 i el 1970 es van incorporar al grup Mel Ramsden, Ian Burn, Joseph Kosuth i Charles Harrison, i en els anys posteriors el col·lectiu va arribar a aglutinar més de trenta artistes.

## Descripció
L'obra forma part d'una sèrie de tres escultures que es van fer el 1993, que es titulava Incidents: Now They Are. La componen obres que, alhora, cal relacionar amb Index (Now They Are) (1992-1993), una segona sèrie de 22 pintures, que mostra el quadre L'Origine du monde (1866) de Gustave Courbet rere d'un cristall translúcid de color rosa.

## Sèrie
La sèrie Incidents: Now They Are, per tant, reinterpreta els quadres de Courbet. Es tracta de tres construccions en forma de caixa quadrada. Cada una està formada per set teles muntades sobre bastidors i cobertes amb una planxa de vidre pintada. Sis d'aquestes pintures s'encaixen i formen un cub que no acaba de tancar-se en els laterals. Algunes de les pintures s'encaren cap a l'interior i d'altres miren cap a l'exterior; la setena s'utilitza com a paret interior divisòria.
Les set pintures de l'obra Incident, Now They Are, Look Out tenen com a punt de partida l'obra de Courbet La Source de la Loue (1864), un quadre de natura (l'entrada a una cova), que evoca la genitalitat femenina. Els quadres que conformen l'obra Incident, Now They Are, Elegant i Incident, Now They Are, Next reinterpreten respectivament Landscape (1864) i L'Origine du monde (1866), també de Courbet. La sèrie reflexiona sobre la dialèctica entre visibilitat i ocultació en la història de la pintura i sobre el paper del museu com a mecanisme que afavoreix aquesta dinàmica.